# Liberaal Constitutionalistische Partij (Nicaragua)

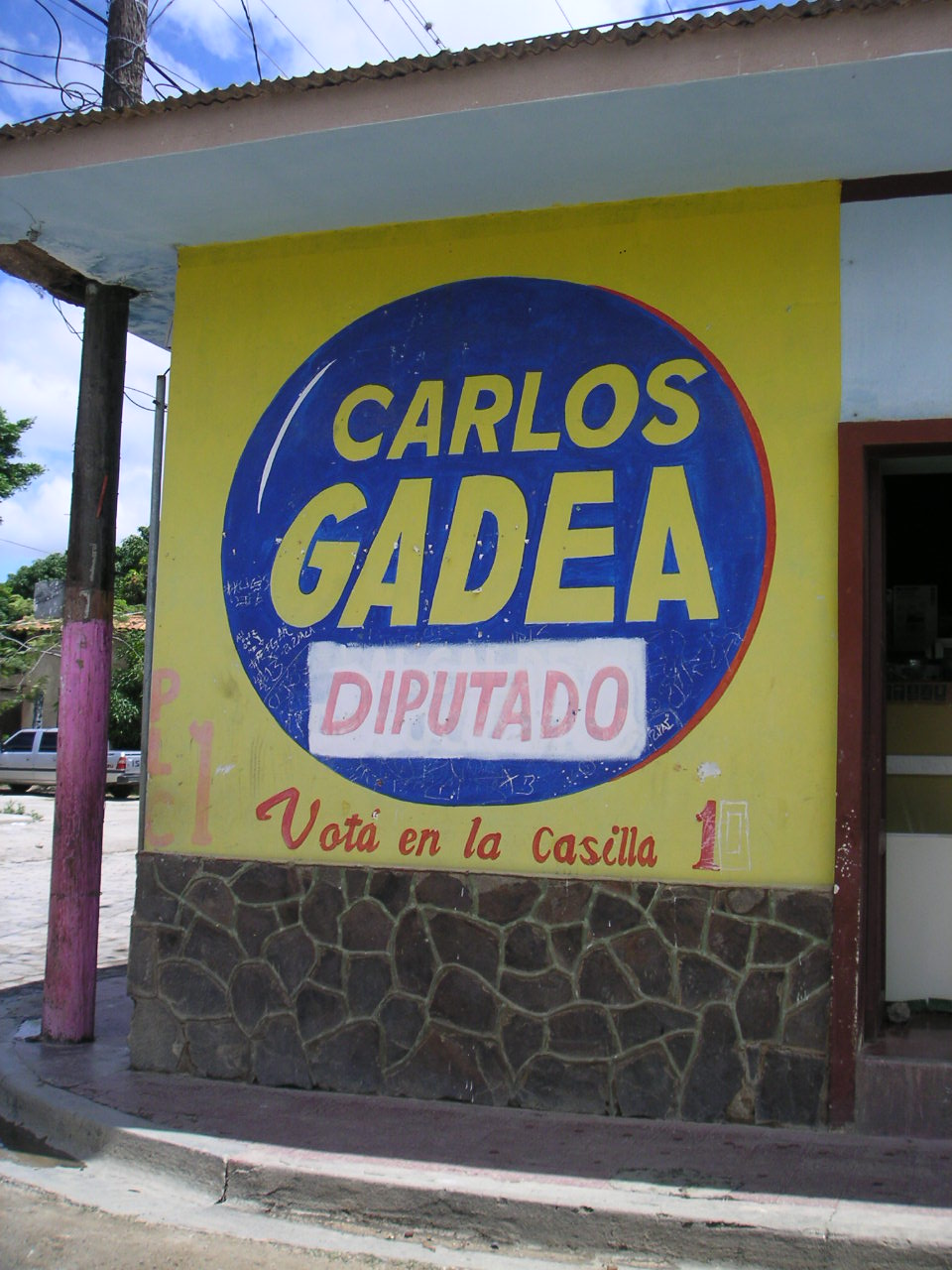

De Liberaal Constitutionalistische Partij (Spaans: Partido Liberal Constitucionalista, PLC) is een liberale politieke partij in Nicaragua. De partij is opgericht in 1968 .
In de presidentsverkiezingen van 2001 won de kandidaat van de partij, Enrique Bolaños, 1.144.038 stemmen (55%). In parlementsverkiezingen van 2001 kreeg de partij 1.216.863 stemmen (53,2%, 48 zetels).